# 路德维希·里希特

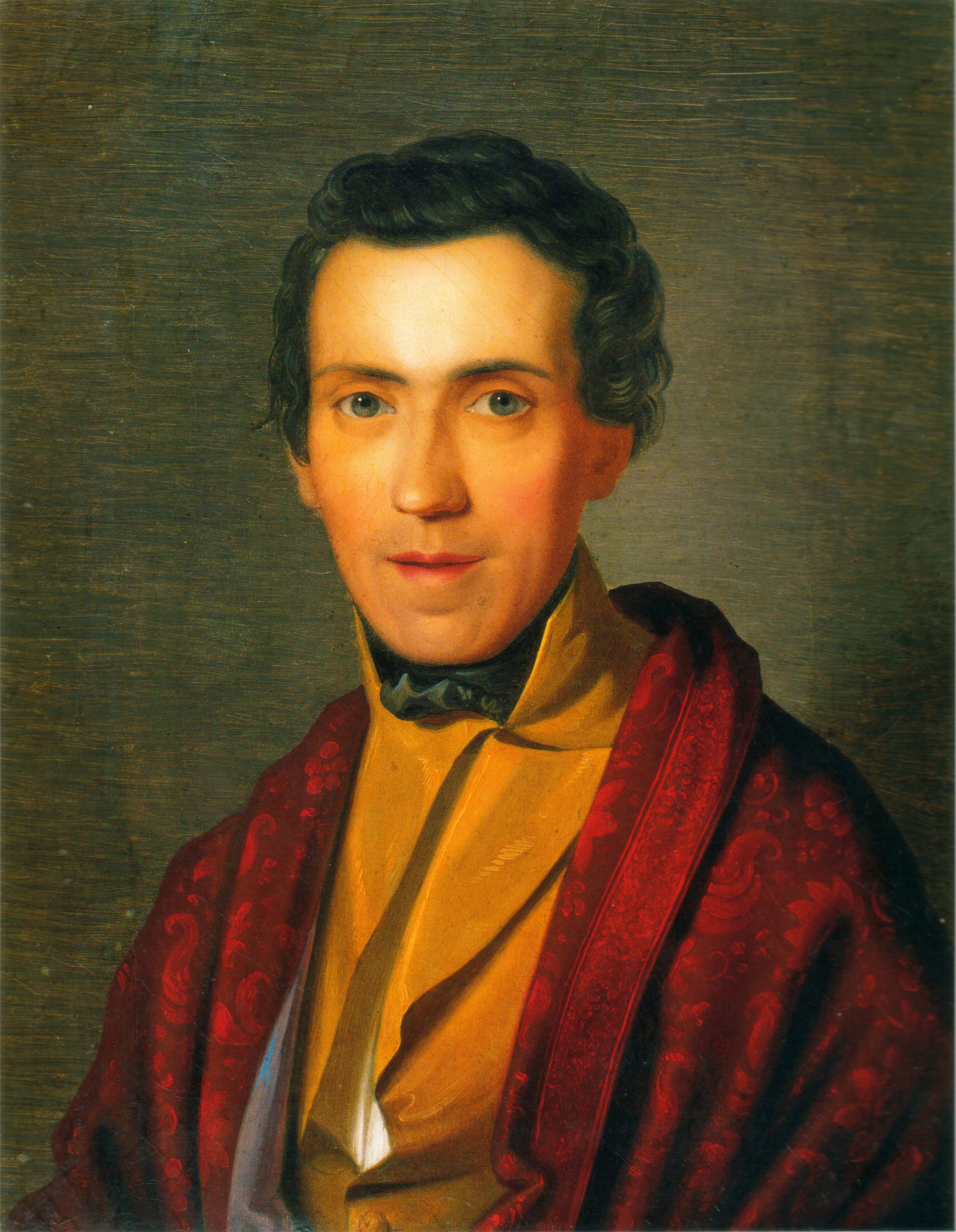
路德維希·里希特

阿德里安·路德维希·里希特（德语：Adrian Ludwig Richter（1803年9月28日—1884年6月19日）） 是德国画家和蚀刻版画家。

## 生平
里希特出生于德累斯顿，父亲是一位刻版画家，他从小随父亲学习绘画，从1823年至1826年，他曾经到意大利游历。但仅有很少关于意大利的作品，1828年，他在德累斯顿附近的梅森一家工厂中做设计师，1841年，他成为德累斯顿学院的教授和风景画室的负责人，1874年，他由于眼疾而不得不停止作画，1877年他退休，几年后于德累斯顿逝世。 

## 作品

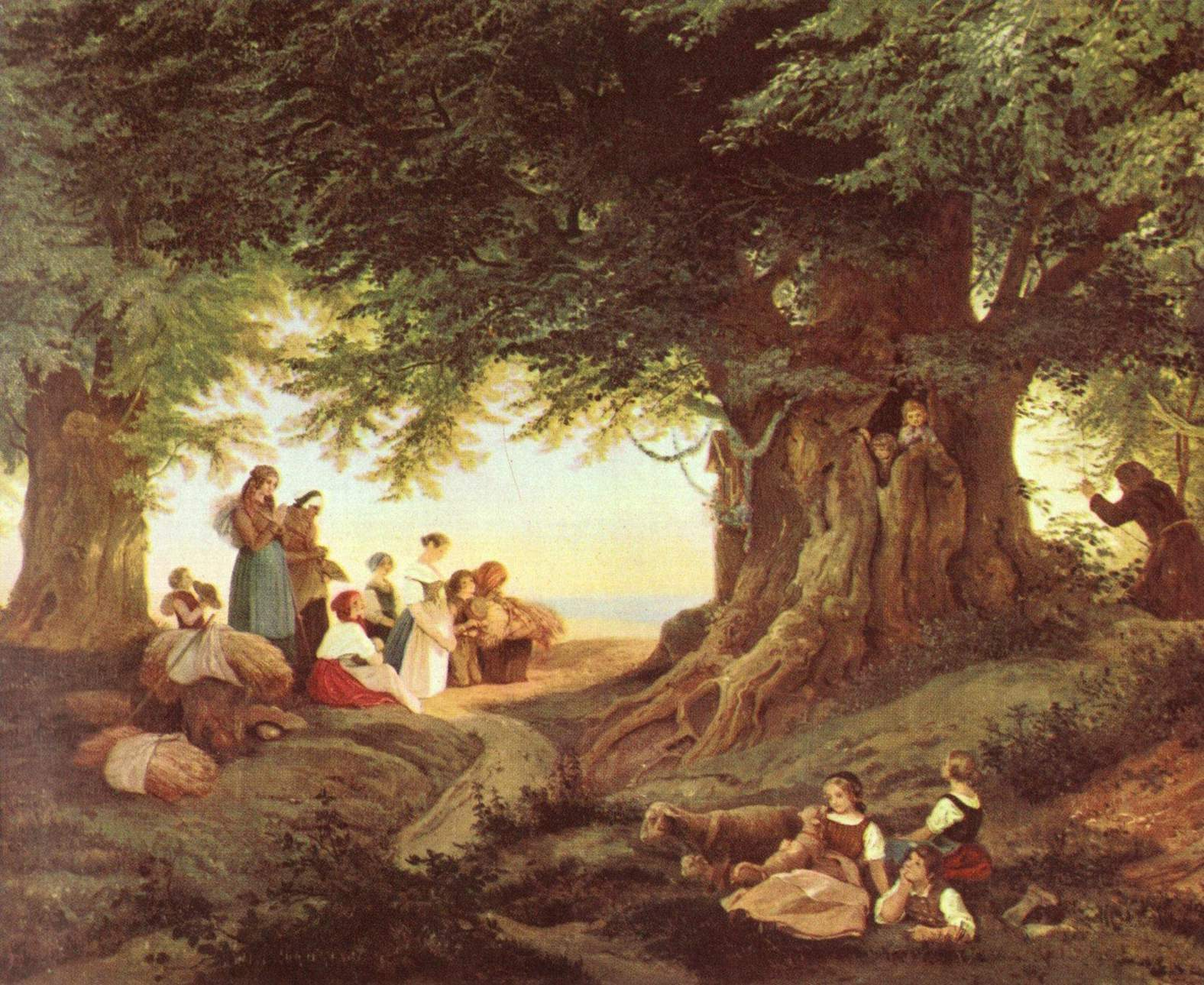
森林中的祈祷

里希特是19世纪德国最典型的画家，他的画作和格林的童话一样家喻户晓，他的一生没有任何重大的变故，平静地度过。他的作品主题都是具有人物的风景画，他创作的240幅蚀刻版画有140幅都是家乡的萨克森州风景，其他是萨尔茨堡和罗马郊区的一些风景。此外他还创作了大约3000幅木刻版画，为许多童话故事作插图，他创作木刻版画的手法相当熟练，内容清新偕永。